# The Trundle
The Trundle (altengl. für „der Kreis“; auch St Roche’s hillfort genannt) ist ein eisenzeitliches Hillfort in der Nähe von Chichester in West Sussex in England. Das Hillfort mit Zugängen im Nordosten und Südwesten umschließt knapp 6 Hektar. Der Wall aus einer Aneinanderreihung von neun oft geraden Stücken ist sehr gut erhalten. Auf dem höchsten Punkt der Einhegung befand sich einst die Kirche St Roche’s church.
Die Befestigung wurde in der Mitte des 1. Jahrtausends v. Chr. auf dem St Roche’s Hill errichtet. Es umgibt oder überlagert die geringen Überreste eines etwa 6000 Jahre alten jungsteinzeitlichen Grubenwerks (englisch causewayed enclosure) mit einst vermutlich fünf Ringen. Die von E. und Cecil Curwen (im Beisein des jungen Stuart Piggott) ausgegrabenen Grabenabschnitte enthielten meist Feuerstein, Tierknochen (Rind, Schwein, Schaf und Reh) und Keramik der Windmill-Hill-Kultur.
Es gibt kaum Anzeichen für Aktivitäten während der Bronzezeit, aber es gibt außerhalb der großen Einhegung zwei lineare Erdwerke und innerhalb des Hillforts Reste eines runden Grabhügels, die aus dieser Periode stammen könnten.